# Турма
Турма (на латински: Turma; turmae) е най-малкото тактическо подразделение на конницата в Древен Рим.
Появява се по времето на Римската република и се състои първо от 30, по-късно от 33 конници под командването на един декурион (decurio). Неговият знак вероятно е един вексилум (vexillum). Към един легион тогава са давани десет turmae.
През Римската империя те са отделни отряди с името ала към помощните римски войски (Auxilia), които имат 16 turmae с 30/33 конници (ala quingenaria, номинално 500 души) или 24 turmae с 40 конници (ala milliaria, номинално 1000 души).
Във Византия всяка тема e разделена на 2-3 турма, които са разделени на няколко droungoi и банда (banda). Една турма може да има до 5.000 души.